# Pseudopathocerus humboldti
Pseudopathocerus humboldti is een keversoort uit de familie Vesperidae. De wetenschappelijke naam van de soort werd voor het eerst geldig gepubliceerd in 1912 door Auguste Lameere.